# Екстреми (навијачка група)
Екстреми су навијачка група професионалног фудбалског клуба Нови Пазар. Уз Ултра Азуро и Торциду Санџак, најпознатија су навијачка група овог спортског клуба.

## Историјат
Осамдесетих година 20. века ФК Нови Пазар је постао редован тим у Другој лиги Југославије и његов стадион је био добро посећен. Присталице су се у то време звали Пазарци или Присталице Новог Пазара. Иако су били добро организовани, нису се могли назвати правим навијачима. Прва организована група навијача у Новом Пазару почела је да делује 1984. године под називом Плави ловци. ФК Нови Пазар је био надомак југословенске Прве лиге и ови навијачи су путовали са клубом широм земље. Док су се осамдесетих година широм земље формирале многе организоване групе, у Новом Пазару је формирано још неколико и то Борци 1987, Пирати, Орлови и Плаве девојке 1988, као и Плави ратници 1989.
До уједињења свих навијачких група дошло је 1989. године под именом Торцида Санџак. Деведесетих година 20. века основана је још једна група, а године 1998. формирана је група Ултра Азуро. Након шест година коегзистенције две групе навијача, 2004. године формирана је нова група навијача под називом Екстреми. Брзо су покушали да у своју групу укључе припаднике Торциде Санџак и Ултра Азуро, што је изазвало проблеме јер је већина чланова обе групе одбила да постане део нове групе. Ово их је потпуно раздвојило и изазвало огорчење са обе стране.

## Контраверзе
Дана 13. августа 2012. године, непосредно пред фудбалску утакмицу између ФК Нови Пазар и Радничког Ниш, дошло је до туче између Торциде Санџака и Екстрема. Главни сукоб догодио се у тренутку када су припадници Торциде Санџака хтели да ставе транспарент на северну трибину Градског стадиона Новог Пазара. Њихови ривали Екстреми су запалили транспарент и тада је избио сукоб. Припадник навијачке групе Екстреми убоден је ножем у груди и задобио тешке повреде опасне по живот. По верзији Екстрема, непосредно пре меча, на улазу у градски парк, једног члана напале су ривалске присталице Торциде Санџака. Нападнути су ножевима и другим предметима, али су пролазници прекинули сукоб и нападачи су се разишли и отишли на стадион. На улазу на северну трибину члан Екстрема је чуо за напад, желећи да се информише и отишао до групе присталица Торциде Санџака, која је дошла из правца градског парка. Том приликом је нападнут и задобио је више убода ножем, од којих су неке биле опасне по живот. Већи део навијачке групе Екстреми је већ био окупљен на трибинама и побунио се и спалио транспарент Торциде Санџака. Међутим, након шест месеци, 12. фебруара 2013. године, захваљујући интервенцији лидера Генча, две стране су склопиле мир једна са другом.
Екстреми су у октобру 2012. године подигли транспарент „Срце, бубрег, плућа, живела жута кућа” којим се исмевају српске жртве у илегалном вађењу органа на Косову и Метохији 1999. године, у којој су у жутој кући у Албанији убијени бројни заробљеници Срба од стране извршилаца са јаким везама са албанском паравојном и терористичком организацијом Ослободилачке војске Косова. Инцидент је изазвао шокиране реакције медија и владиних званичника како у Србији тако и у другим државама.
Само неколико дана закашњења уследила је следећа провокација, пошто су Екстреми на њиховој званичној Фејсбук страници поставили српску дечју песму „На крају села жута кућа”. Многи су са одушевљењем испратили ову објаву, али је било и оних који су је осудили.